# Henrik Larsen (skuespiller)
 For alternative betydninger, se Henrik Larsen. (Se også artikler, som begynder med Henrik Larsen)
Henrik Larsen (født 8. september 1949) er en dansk skuespiller.
Har medvirket i en lang række dansk film og tv-serier blandt andet i TAXA. Uddannet på The Old Vic Theatre School i 1973.